# Jerry Hughes
Jerry Ray Hughes Jr. (Sugar Land, Texas, 13 de agosto de 1988) más conocido como Jerry Hughes, apodado Gary, es un jugador profesional estadounidense de fútbol americano que se desempeña en la posición de defensive end en Houston Texans, equipo de la National Football League (NFL).

## Carrera
Fue seleccionado en la primera ronda en la Reunión Anual de Selección de Jugadores de la NFL de 2010. Hizo su debut profesional con el equipo Indianapolis Colts, en el cual jugó tres temporadas (2010-2013), después pasó a Buffalo Bills (2013-2022), luego a Houston Texans, donde lleva jugando dos temporadas.